# Lyngsjö naturreservat
Lyngsjö naturreservat är ett naturreservat i Kristianstads kommun i Skåne län.
Området är naturskyddat sedan 2020 och är 80 hektar stort. Det omfattar sjön Lyngsjön och marker norr därom som utgjort sjöbotten och nu är betes- och slåttermarker.
I området norr om sjön inrättades 10 mars 1959 naturreservatet Lyngsjö äng om 1 hektar. Detta uppgick i Lyngsjö naturreservat när detta bildades 2020.